# アンリ・ポアンカレ
ジュール＝アンリ・ポアンカレ（Jules-Henri Poincaré、フランス語: [ɑ̃ʁi pwɛ̃kaʁe] ( 音声ファイル)、1854年4月29日 - 1912年7月17日）は、フランスの数学者、理論物理学者、科学哲学者。数学、数理物理学、天体力学などの分野で重要な基本原理を確立し、多大な功績を残した。フランス第三共和政大統領・レイモン・ポアンカレは従兄弟。ナンシー生まれ。

## 概要

### 業績

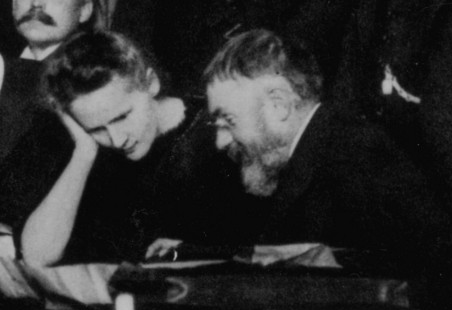
キュリー夫人と共に（第1回ソルベー会議・1911年）

位相幾何学の分野では、トポロジー概念の発見や、ポアンカレ予想など、重要な活躍をしている。また、フックス関数（現在で言うところのモジュラー形式）と非ユークリッド幾何学との結びつきについての数学的な発見をした際に、その過程の詳しい叙述を残して、その後の数学研究の心理学的側面の研究にも影響を与えた。
その他、ヒルベルトの形式主義に対する批判をして、初期の直観主義の立場を表明した。電子計算機がない時代にカオス的挙動について言及した点でも特筆され、後に「バタフライ効果」と呼ばれる予測不能性などが著書の中で触れられている。

### 批判
広い範囲で生産的な活動をしたが、その論文には多くの不正確な部分がある。数学者のジャン・ガストン・ダルブーはポアンカレの学位論文を読んで、その曖昧さを指摘している。何よりも直感を信じるポアンカレの立場は「数学者とは不正確な図を見ながら正確な推論のできる人間のことである」という彼の言葉が示す通りであった。

## 生涯
1854年4月29日、ムルト＝エ＝モゼルのナンシーにあるシテドゥカーレ地区で、地元の名士の家に生まれた。父のレオン・ポアンカレ（1828年 - 1892年）は、医学者、ナンシー大学教授であった。アンリの妹のアラインは心霊主義哲学者のエミール・ブートルーと結婚した。1913年から1920年までフランス大統領を務め、アンリと同じくアカデミー・フランセーズ会員に選出されたレイモン・ポアンカレは従兄弟である。

### 教育
幼少期は重度のジフテリアで、母親のユージニー・ラウノワ（1830–1897）から特別な指導を受けた。
1862年、アンリはナンシーのリセに入学した。このリセは、現在、同じくナンシーにあるアンリ・ポアンカレ大学とともに、彼の名誉を讃え、リセ・アンリ・ポアンカレに改名された。
リセで11年間過ごし、この間、全科目でトップクラスの成績を修め、特に作文に優れていた。数学教師はアンリを「数学の怪物」と評し、全国のリセのトップ生徒の間で行われるコンクール・ジェネラル（Concours Général）で優勝した。彼の最も苦手な科目は音楽と体育であり、彼は「たかだか平均的」と評されたが、視力の低下や放心の傾向が原因である可能性が高い。1870年の普仏戦争では、父親と共に救急隊で奉仕した。1871年、リセを卒業。
1873年、首席級でエコール・ポリテクニークに入学し、1875年に卒業した。同校では、シャルル・エルミートの下で数学を学び、優秀な成績を残し続け、1874年に最初の論文（Démonstration nouvelle des propriétés de l'indicatrice d'une surface）を出版した。
1875年11月から1878年6月まで高等鉱業学校（エコール・デ・ミンヌ）で学び、鉱業工学のシラバスに加えて数学の研究を続け、1879年3月に学位を取得した。
同校卒業後は、フランス北東部のヴズール地域の検査官として鉱山技師団 (フランス)に加わった。1879年8月、マグニーの鉱山災害の担当現場で18人の鉱山労働者が亡くなった際は、徹底的かつ人道的な手法によって事故の公式調査を行った。
また、ポアンカレはエルミートの下で数学の理学博士号を取得する準備をしていた。博士論文は微分方程式に関するもので「Sur les propriétés des fonctions définies par les équations aux différences partielles」と題された。ポアンカレは、微分方程式の特性を研究する新しい方法を考案し、微分方程式の積分の決定という問題に直面しただけでなく、それらの一般的な幾何学的特性を研究した最初の人物でもあった。ポアンカレは、微分方程式が太陽系内で自由運動している複数の物体の振る舞いをモデル化するために使用できることを発見した。1879年、パリ大学を卒業。

## 受賞
- 王立協会外国人会員 （1894年）
- オスカル賞（1889年）
- 王立天文学会ゴールドメダル（1900年）
- ボーヤイ賞（1905年）
- マテウチ・メダル（1905年）
- ブルース・メダル（1911年）

## 主要著作
- 『常微分方程式――天体力学の新しい方法』 - Les méthodes nouvelles de la mécanique céleste (1893)
- 『科学と仮説』 - La Science et l'hypothèse (1902)
- 『科学の価値』 - La Valeur de la Science (1905)
- 『科学と方法』 - Science et méthode (1908)
- 『科学者と詩人』 - Savants et écrivains (1910)
- 『晩年の思想』 - Dernières pensées (1913)

### 日本語訳
- 『常微分方程式 天体力学の新しい方法』福原満洲雄・浦太郎 訳・解説、共立出版〈現代数学の系譜6〉、1970年7月。ISBN 4-320-01159-7。NDLJP:12623533。
- 『科学と臆説』林鶴一 訳、大倉書店、1909年12月8日。NDLJP:825790。
  - 『科学と臆説』 第14巻、村上正己 訳述、新潮社〈社会哲学新学説大系〉、1926年3月27日。NDLJP:982186。
  - 『科学と仮説』河野伊三郎 訳、岩波書店〈岩波文庫 1616-1618〉、1938年2月。NDLJP:1238220。
  - 『科学と仮説』河野伊三郎 訳（改版）、岩波書店〈岩波文庫〉、1959年1月。ISBN 4-00-339021-0。NDLJP:2421886。
  - 「科学と仮説 第1」『ポアンカレ思想集』河野伊三郎 訳、創元社、1950年。NDLJP:1155144。
  - 『科学と仮説』伊藤邦武 訳（新訳）、岩波書店〈岩波文庫〉、2021年12月。ISBN 9784003390290。
  - 『科学と仮説』南條郁子 訳、筑摩書房〈ちくま学芸文庫〉、2022年1月。ISBN 9784480510914。
- 『科學の價値』田邊元 訳、岩波書店、1916年6月25日。NDLJP:955170。
  - 『科學の價値』田邊元 訳、岩波書店〈岩波文庫 69-70〉、1927年。
  - 『科学の価値』田辺元 訳（岩波文庫復刻版）、一穂社〈名著/古典籍文庫〉、2005年10月（原著1937年7月25日）。ISBN 4-86181-115-5。岩波書店1927年刊（第3刷）を原本としたオンデマンド版。
  - 『科學の價値』田邊元 訳、岩波書店〈岩波文庫創刊書目復刻〉、2006年12月26日。ISBN 4-00-355022-6。
  - 『科学の価値』矢野健太郎 訳、創元社〈創元科学叢書 第45〉、1951年。NDLJP:1370445。
  - 『科学の価値』吉田洋一 訳、岩波書店〈岩波文庫〉、1977年5月。ISBN 4-00-339023-7。
- 『科学と方法』山本修 訳、叢文閣〈フラマリオン社自然科学叢書 第4輯〉、1925年12月18日。NDLJP:978912。
  - 『科学と方法』吉田洋一 訳、岩波書店、1926年7月12日。NDLJP:1021710。
  - 『科学と方法』吉田洋一 訳（再版）、岩波書店〈岩波文庫 85-87〉、1927年。NDLJP:1195367。
  - 『科学と方法』吉田洋一 訳、創元社〈創元科学叢書 第39〉、1950年。NDLJP:1162408。
  - 『改訳 科学と方法』吉田洋一 訳、岩波書店〈岩波文庫〉、1953年10月。ISBN 4-00-339022-9。NDLJP:1372362。
- 『科学者と詩人』平林初之輔 訳、岩波書店〈岩波文庫 290-291〉、1928年6月10日。ISBN 4-00-339025-3。NDLJP:1226943。
  - 『科学者と詩人』平林初之輔 訳（第12刷（新装復刊2003年））、岩波書店〈岩波文庫 290-291〉、1946年6月15日。ISBN 4-00-339025-3。NDLJP:1062991。
  - 『科学者と詩人』平林初之輔訳、「科学図書館叢書」オンデマンド版 (ペーパーバック) 、2017年12月
- 『輓近の思想』岡谷辰治 訳、叢文閣〈フラマリオン社自然科学叢書 第2輯〉、1925年3月10日。NDLJP:978910。
  - 『晩年の思想』河野伊三郎 訳（第5刷（新装復刊））、岩波書店〈岩波文庫〉、2003年2月（原著1939年10月）。ISBN 4-00-339024-5。NDLJP:1904268。
- 『ポアンカレ トポロジー』齋藤利弥 訳、朝倉書店〈数学史叢書〉、1996年12月10日。ISBN 4-254-11458-3。

以下は部分収録
- サイエンティフィック・アメリカン 編「数学的創造」『現代数学の世界 3 数学とはどんな学問か』遠山啓・小沢健一 訳、講談社、1970年。
  - サイエンティフィック・アメリカン 編「数学的創造」『現代数学の世界 3 数学とはどんな学問か』遠山啓・小沢健一 訳（選書判）、講談社〈ブルーバックス 233〉、1974年。
- 「科学の価値(抄)」『世界大思想全集 ［第2期］ 第35 （社会・宗教・科学思想篇 第35）』矢野健太郎 訳、河出書房新社、1960年。NDLJP:2935144。
- 「科学と仮説」『現代の科学 Ⅱ』静間良次 訳、湯川秀樹・井上健 責任編集、中央公論社〈世界の名著 66〉、1970年6月。
  - 「科学と仮説」『現代の科学 II』静間良次 訳、湯川秀樹・井上健 責任編集（普及版）、中央公論社〈中公バックス 世界の名著 80〉、1978年11月。ISBN 978-4-12-400690-2。
- ブルースター・ギースリン 編「数字における創造」『三十八人の天才たち その創造過程』若林千鶴子 訳、新樹社、1975年。
- 「事実の選択・偶然」『寺田寅彦全集 文学篇 第9巻』寺田寅彦 訳、岩波書店、1986年4月（原著1951年）。ISBN 4-00-090989-4。
- Henri Poincare ほか著『科学フランス語への招待』東郷雄二 編著、朝日出版社、1991年4月。ISBN 4-255-30601-X。
- 「数学上の発見」『ちくま哲学の森 6 （驚くこころ）』吉田洋一 訳、森毅 ほか編集委員、筑摩書房〈ちくま文庫〉、2012年2月。ISBN 978-4-480-42866-0。

## 関連文献
- 小堀憲『アンリ・ポアンカレ』創元社〈学術叢刊 4〉、1948年。NDLJP:2986471。